# ナショナルリーグ (イギリスの野球)
ナショナルリーグ(英語: National Baseball League) は、イギリスの野球リーグ、ブリティッシュ・ベースボール・リーグのトップリーグである。2013年現在、10球団の1リーグ制である。2011年まではプールA,Bに分かれていたが、2012年から1リーグ制となった。

## 所属チーム
| チーム                               | 英名                    | 本拠地                                     | 備考 |
| ------------------------------------ | ----------------------- | ------------------------------------------ | ---- |
| ハーツ・ファルコンズ                 | Herts Falcons           | ハートフォードシャー州ヘメル・ヘムステッド |      |
| サウサンプトン・ムスタングス         | Southampton Mustangs    | ハンプシャー州サウサンプトン               |      |
| ロンドン・メッツ                     | London Mets             | グレーター・ロンドン・ロンドン             |      |
| ハーロー・ナショナルズ               | Harlow Nationals        | エセックス州ハーロウ                       |      |
| ブラックネル・ブレイザーズ           | Bracknell Blazers       | バークシャー州ブラックネル                 |      |
| レイクンヒース・ダイヤモンドバックス | Lakenheath Diamondbacks | サフォーク州レイクンヒース                 |      |
| エセックス・アローズ                 | Essex Arrows            | エセックス州ウォルサム・アビー             |      |
| サウスロンドン・パイレーツ           | South London Pirates    | グレーター・ロンドン・サウスロンドン       |      |
| エセックス・レッドバックス           | Essex Redbacks          | エセックス州チェルムスフォード             |      |

## 下部組織

### AAA
| 地区   | チーム                           | 英名                   | 本拠地                                                       | 備考           |
| ------ | -------------------------------- | ---------------------- | ------------------------------------------------------------ | -------------- |
| 北地区 | メンフィス・ヒル・ペイトリオッツ | Menwith Hill Patriots  | ノース・ヨークシャー州ハロゲイト                             |                |
| 北地区 | リヴァプール・トロイアンズ       | Liverpool Trojans      | マージーサイド州リヴァプール                                 |                |
| 北地区 | ハルトン・ジャガーズ             | Halton Jaguars         | チェシャー州ハルトン                                         |                |
| 北地区 | カートメルバレー・ライオンズ     | Cartmel Valley Lions   | カンブリア・グレンジ・オーバー・サンズ                       |                |
| 中地区 | ノッティンガム・レーベルズ       | Nottingham Rebels      | ノッティンガムシャー州ノッティンガム                         |                |
| 中地区 | ミルトン・キーンズ・バックス     | Milton Keynes Bucks    | バッキンガムシャー州ミルトン・キーンズ                       |                |
| 中地区 | バーミンガム・メープルリーフス   | Birmingham Maple Leafs | ウェスト・ミッドランズ州バーミンガム                         |                |
| 中地区 | ストールブリッジ・タイタンズ     | Stourbridge Titans     | メトロポリタン州ストールブリッジ                             |                |
| 中地区 | レスター・ブルーソックス         | Leicester Blue Sox     | レスターシャー州レスター                                     |                |
| 南地区 | フェルサム・レオンズ             | Leones de Feltham      | グレーター・ロンドン・ハウンズロー・ロンドン特別区フェルサム |                |
| 南地区 | ハーツ・レイブンズ               | Herts Ravens           | ハートフォードシャー州ヘメル・ヘムステッド                   |                |
| 南地区 | ロンドン・メトロズ               | London Metros          | グレーター・ロンドン・ロンドン                               |                |
| 南地区 | ケンブリッジ・ロイヤルズ         | Cambridge Royals       | ケンブリッジシャー州ケンブリッジ                             |                |
| 南地区 | リッチモンド・ナイツ             | Richmond Knights       | グレーター・ロンドン・リッチモンド                           |                |
| 南地区 | オックスフォード・キングス       | Oxford Kings           | オックスフォードシャー州オックスフォード                     |                |
| 南地区 | ブリストル・バジャーズ           | Bristol Badgers        | ブリストル                                                   |                |
| 南地区 | ロンドン・メッツ                 | London Mets II         | グレーター・ロンドン・ロンドン                               | リザーブチーム |

### AA

#### 北地区
- ハロギット・タイガース
- マンチェスター・エース
- ボルトン・ロボッツ・オブ・ドゥーム
- シェフィールド・ブレードランナーズ
- オールダム・ノーススターズ
- ニュートン・エイクリフ・スパルタンズ
- ハル・スコーピオンズ

#### 南地区
- エセックス・レッドバックス
- ダウズ・ヒル・スピットファイア
- ブレントウッド・スタッグス
- ホヴ・チューズデイ
- サンザンプトン・ムスタングス
- サイドワインダーズ
- リッチモンド・ドラゴンズ
- ロンドン・マンモスズ
- プール・ピラニアズ
- ケント・マリナーズ
- ギルフォード・マーベリックス
- ハーツ・ホークス
- クロイドン・パイレーツ

### A

#### サウスプールA
- ミルトン・キーンズ・コヨーテズ
- レスター・2ソックス
- ハーツ・ラプターズ
- ハーツ・イーグルス

#### サウスプールB
- エセックス・アーチャーズ
- ヘーバリル・ブラックジャックス
- オールド・タイマーズ
- エセックス・レッドバックス

#### サウスプールC
- トンブリッジ・ベースボール・クラブ
- リッチモンド・デュークス
- ロンドン・マローダーズ
- ギルフォード・マーベリックス

## 優勝チーム
- 2011年 ハーロー・ナショナルズ
- 2012年 ハーロー・ナショナルズ
- 2013年 ハーロー・ナショナルズ
- 2014年 エセックス・アローズ
- 2015年 ロンドン・メッツ
- 2016年 サウサンプトン・ムスタングス
- 2017年 ロンドン・メッツ
- 2018年 ロンドン・メッツ
- 2019年 ロンドン・メッツ
- 2020年 ロンドン・メッツ
- 2021年 ロンドン・メッツ
- 2022年 ロンドン・メッツ